# Швидке піднесення до степеня
Швидке піднесення до степеня — алгоритм піднесення числа x до натурального степеня n шляхом повторюваного зведення в квадрат та множення. Потребує суттєво меншої кількості множень — {\displaystyle O(\log {n})} —, ніж виконання цієї операції за безпосереднім визначенням степеня — {\displaystyle O(n)}.

## Опис
Нехай {\displaystyle n=({\overline {m_{k}m_{k-1}...m_{1}m_{0}}})_{2}} — двійкове представлення степеня n, тобто, 
{\displaystyle n=m_{k}\cdot 2^{k}+m_{k-1}\cdot 2^{k-1}+\dots +m_{1}\cdot 2+m_{0},}
де {\displaystyle m_{k}=1,m_{i}\in \{0,1\}}. Тоді
{\displaystyle x^{n}=x^{((\dots ((m_{k}\cdot 2+m_{k-1})\cdot 2+m_{k-2})\cdot 2+\dots )\cdot 2+m_{1})\cdot 2+m_{0}}=((\dots (((x^{m_{k}})^{2}\cdot x^{m_{k-1}})^{2}\dots )^{2}\cdot x^{m_{1}})^{2}\cdot x^{m_{0}}.}
Таким чином, алгоритм повторюваного піднесення до квадрата зводиться до мультиплікативного аналога схеми Горнера:
{\displaystyle {\begin{Bmatrix}s_{1}=x\\s_{i+1}=s_{i}^{2}\cdot x^{m_{k-i}}\\i=1,2,\dots ,k\end{Bmatrix}}.}

## Приклад
Розглянемо обчислення {\displaystyle 3^{13}}. Двійкове представлення 13 — {\displaystyle {(1101)}_{2}}, отже {\displaystyle 8+4+1=13}. 
| {\displaystyle 3^{1}} | {\displaystyle 3}                |
| {\displaystyle 3^{2}} | {\displaystyle 9=3\times 3}      |
| {\displaystyle 3^{4}} | {\displaystyle 81=9\times 9}     |
| {\displaystyle 3^{8}} | {\displaystyle 6561=81\times 81} |

Для обчислення кожного рядка починаючи з другого потрібне одне множення (загалом — три операції множення).
Ще дві операції множення потрібні для обчислення остаточного результату:
{\displaystyle 3^{1}\times 3^{4}\times 3^{8}=3^{13}=1594323}
Загалом виходить п'ять множень (замість дванадцяти множень за безпосереднім визначенням степеня). 

## Обчислювальна складність
Кількість множень, необхідна для піднесення числа x до степеня n алгоритмом, визначається за формулою: {\displaystyle H+2(E-1)}, де H — кількість нулів, а E — кількість одиниць у двійковому записі числа n. Таким чином, кількість множень становить {\displaystyle O(\log {n})}.
Наприклад, для піднесення до сотого степеня за цим алгоритмом потрібно лише 8 множень.

## Оптимальність
Алгоритм не завжди найоптимальніший за кількістю множень: наприклад, піднесення до степеня n = 15 повторюваним піднесенням до квадрата потребує 6 множень, хоча результату можна досягти за 5:
{\displaystyle x^{2}=x\times x}
{\displaystyle x^{3}=x^{2}\times x}
{\displaystyle x^{6}=x^{3}\times x^{3}}
{\displaystyle x^{12}=x^{6}\times x^{6}}
{\displaystyle x^{15}=x^{12}\times x^{3}}
Однак найоптимальніший шлях має таку ж оцінку складності, як і повторюване піднесення до квадрата ({\displaystyle O(\log {n})}), а ефективного алгоритму побудови найкоротшої послідовності обчислень у загальному випадку відомо не було. 

## Узагальнення
Нехай пара (S, *) — напівгрупа, тобто є S — довільна множина, на якій завдана двомісна операція * така, що:
- Для будь-яких елементів a і b з S справедливо: (a * b) так же з S. (замкнутість)
- Для будь-яких елементів a, b і c з S справедливо: ((a * b) * c) = (a * (b * c)). (асоціативність)

Ми можемо назвати операцію * множенням і визначити піднесення до натурального степеня:
{\displaystyle a^{n}=\left\{{\begin{array}{ll}a&n=1\\a*\left(a^{n-1}\right)&n>1\end{array}}\right.}
Для обчислення значень an можна застосовувати алгоритм повторюваного піднесення до квадрата.